# Schadenzauber
Schadenzauber (lateinisch maleficium ‚übles Werk‘), auch Schwarze Magie, bezeichnet magische Praktiken, mit denen jemand einem anderen Menschen Schaden zufügen will. Die Schadenzauber ausübende Person soll über ein geheimes Wissen und über außergewöhnliche Kräfte verfügen, die wirksam gemacht und auf ein bestimmtes Ziel gelenkt werden soll.
Eine häufig angewandte Methode basiert auf der gedachten Wirkungsbeziehung zwischen einem Bild und seinem Abgebildeten. Stellvertretend für die zu schädigende Person erfolgt in diesem Fall eine symbolische Handlung an etwas anderem, etwa an einer für den Zweck hergestellten Puppe, die in die Rolle eines Doppelgängers oder Schattens des fernen Adressaten tritt und im Ritual stellvertretend für ihn „leidet“.

## Schwarze Magie in verschiedenen Kulturen
Oftmals spricht man von „schwarzer Magie“ im Gegensatz zu „weißer Magie“, die als stets zum Guten und zum allgemeinen Nutzen dienend definiert ist. Der Glaube an die Möglichkeit magischen Schadenzaubers ist weltweit in verschiedenen Kulturen verbreitet.
Ein vom Magier gewünschter Effekt soll z. B. durch Fetischismus bewirkt werden, welcher im Rahmen kulturspezifischer religiöse Praktiken eingesetzt wird, bei denen durch Zeremonien und Rituale zum eigenen Nutzen oder zum Schaden Anderer unbelebten Gegenständen übernatürliche Kräfte verliehen werden.
In schwarz-magischen Ritualen und Handlungen werden
- Gegenstände zur Erreichung von Zauberwirkungen verwendet, die mit einer Person in Verbindung gebracht werden (z. B. um einen Feind zu verletzen, indem man Pfeile in eine Abbildung von ihm sticht);
- Zaubersprüche aufgesagt, wobei der erhoffte Effekt durch bloße Aussprache spezifischer Schadenswünsche herbeigeführt werden soll;
- alle möglichen anderen Formen von Hexerei und Zauberei praktiziert.

In der Literatur wird Schadenzauber meist durch Menschen dokumentiert, die glauben, sie seien Opfer von Zauberei geworden. Für die Öffentlichkeit leicht zugängliche Bücher, die Magie aus der Perspektive des Anwenders zum Inhalt haben, zeigen meist nur „Zauberei“ mit positiver Wirkung (Schutz-, Liebes-, Potenzzauber). Innerhalb der Ideenwelt der Zauberei wurde zur Bekämpfung des Schadenzaubers der Gegenzauber eingesetzt.
Juristisch gilt Schadenzauber in Deutschland heute als untauglicher Versuch im Sinne des § 22 StGB. Normalerweise ist auch der untaugliche Versuch strafbar, aber nicht der „abergläubische Versuch“, Menschen, Tiere oder Gegenstände zu „verhexen“. Als „abergläubisch“ gilt de iure jedes Verhalten, bei dem der Täter „auf die Wirksamkeit nicht existierender oder nach dem Stand der wissenschaftlichen Erkenntnis jedenfalls nicht nachweisbarer magischer Kräfte vertraut“ (z. B. auf Teufelsanbetung, Verhexen, Totbeten etc.). Nach der Logik maßgeblicher Juristen wird der abergläubische Versuch deshalb nicht bestraft, weil es, „selbst wenn der vom Täter angestrebte Erfolg tatsächlich einträte, nach derzeitigen Erkenntnissen an der Kausalität fehlen“ würde.
Die evangelische Kirche bewertet Schadzauber (wie jede Form von Magie) als Versuch, „sich […] Göttliches technisch verfügbar [zu] machen“, und als Verstoß gegen das erste Gebot. „Magie wird dann zu einem illegitimen Eingriff in die absolute Freiheit Gottes.“

## Europäisches Mittelalter
Fast das gesamte europäische Mittelalter hindurch war das Maleficium die einzige Form der Magie, die unter Strafe stand. Es wurde anderen Formen von Verbrechen gleichgestellt. So schrieb das Salische Gesetz des 6. Jahrhunderts für einen Mord mit Hilfe von magischen Mitteln dieselbe Geldstrafe als Wiedergutmachung an die Angehörigen des Getöteten vor wie bei einem Mord durch das Schwert oder mit Gift.
König Aethelstan von England (regierte 925–940) verfügte, dass ein Mord mit Hilfe eines Maleficium durch Hinrichtung zu bestrafen sei, wenn der Täter sich schuldig bekenne. Bekannte sich die des Maleficium verdächtige Person nicht, so musste sie ein Wergeld bezahlen und wurde freigelassen, wenn eines der Familienangehörigen der verdächtigten Person als Leumund für sie den Eid leistete, dass die beschuldigte Person sich künftig gut verhalten werde.
Problematischer war das Maleficium in den Augen der kirchlichen Theologen, da in ihren Augen ein Maleficium durch die Mittäterschaft von Dämonen verübt wurde. Da die Dämonen mit den heidnischen Göttern gleichgesetzt wurden, waren in den Augen der kirchlichen Theoretiker alle Arten der magisch-heidnischen Praxis Maleficia.
Zu Beginn des 14. Jahrhunderts hatte sich diese Ansicht verhärtet, so dass nun jegliche Form von Magie als Dämonenanbetung oder Maleficium und somit als Häresie galt, was Papst Johannes XXII. dazu veranlasste, die Verfolgung der Magie der Inquisition zu überantworten.

## Schadenzauber in der frühneuzeitlichen Hexenverfolgung
In Europa galt in den Hexenverfolgungen der Frühen Neuzeit (ca. 1450–1782) der Vorwurf des Schadenzaubers als integrativer Bestandteil der Anklagen gegen vermeintliche Hexen. Grundlage für die Hexenverfolgung war die kaiserliche Halsgerichtsordnung Karl V. von 1532 (Constitutio Criminalis Carolina). Die strafrechtliche Verfolgung der Zauberer und Hexen ging von dem Delikt der schadenstiftenden, erfolgreich durchgeführten Zauberei aus.
Die auf Anweisung und mit Hilfe des Teufels verursachte Schadenzauberei, zeitgenössisch auch „anhexen“ genannt, galt entsprechend der Hexenlehre unter anderem gemäß der Hexenbulle Papst Innozenz VIII. von 1484 und des Hexenhammers des Dominikaners Heinrich Kramer (lat. Henricus Institoris) von 1487 als eine Fähigkeit von vermeintlichen Hexen oder Hexenmeistern. Der Pakt mit dem Teufel befähigte zum maleficium (lat.: malus „schlecht“ und facere „machen“ im Sinne von „Schadenzauber“), und das war ein crimen exceptum („Sonderverbrechen“).
Der Schadenzauber war konstituierender Bestandteil des Hexereibegriffs. Mit bestimmten Zaubermitteln wie Kräutern, Teilen von Tier- oder Menschenkörpern, durch Zauberspruch und Fluch, aber auch durch die bloße Berührung oder sogar nur durch einen Blick (Böser Blick) konnten Hexen angeblich Menschen und Tiere schädigen oder töten und Einfluss auf die Natur nehmen. Diese Vorwürfe werden in Bildern zeitgenössischer Künstler (z. B. Hexensabbat – Kupferstich von Michael Herr um 1650) drastisch illustriert.
Der Vorwurf des Schadenzaubers diente den Menschen zur Deutung von Unglücksfällen aus dem Alltagsleben wie Krankheit oder Tod. Beispiele sind etwa Vorstellungen, dass durch Zauberei (toverij) Unwetter ausgelöst werden konnte oder Krankheiten beim Vieh und bei Menschen (z. B. sog. Hexenschuss, Impotenz).
Für die Menschen in der Frühen Neuzeit stand fest, dass Hexen durch den Teufel dazu gebracht werden konnten, anderen Schaden zuzufügen, und sie dann im Schadensfall ein Todesurteil zu erwarten hatten.

### Geständnisse in den Hexenprozessen
Dementsprechend forderten die Richter in den Hexenprozessen Aussagen zu folgenden miteinander verknüpften Anklagepunkten, die stereotyp immer wieder auftauchten:
- Teufelspakt
- Teufelsbuhlschaft
- Hexenflug und Verwandlung in Tiere (z. B. Werwolf)
- Teilnahme am Hexensabbat und
- Schadenzauber
- Fluch.

Diese Anklagepunkte machten gemeinsam das so genannte Kumulativdelikt „Hexerei“ aus. In jedem Prozess wurden die Angeklagten im Verhör über diese Tatbestände befragt und unter der Folter zu entsprechenden Geständnissen gezwungen.
In den Hexenprozessen bringen Richter und Zeugen Schadenzauber immer wieder in Zusammenhang mit Wetter und Ernteerträgen. Wetterkatastrophen während der so genannten Kleinen Eiszeit (ca. 1500–1800) verschlechterten die Lebensgrundlagen und erzeugten bei den Menschen Angst und Panik. In vielen Verhören ist von Ernteschäden oder der Schädigung von lebenswichtigen Nutztieren durch angebliche Einwirkung durch Hexerei die Rede: Unwetter (Blitze, Hagel, Stürme), das Herbeiführen von Ernteschäden und Hungerskatastrophen.

### Schadenzauber in Hexenprozessakten (Beispiele)
Frühere Beispiele aus Hexenprozessakten
- Der hannoverschen „Hexe“ Hert wurde im Jahre 1605 zum Verhängnis, dass sie „durch Antrieb des Teufels“ vielen Leuten an ihrem Vieh Schaden zugefügt haben soll. Zwar habe sie ihr zum Schadenzauber gebrauchtes schwarzes Pulver nicht direkt vom Teufel erhalten, sondern selbst gemacht, indem sie ein auf dem St. Nicolai-Kirchhofe begrabenes Kind ausgescharrt und zu Pulver gebrannt habe. So aber habe sie u. a. Tönjes Nobben Kuh ... einen bösen Geist aufs Leib gebracht, der ihr des Nachts den Hals abgebrochen, da sie Tages zuvor noch gesund gewesen; auch würden dessen beide andere Kühe ganz zu nichte, was ohne Zauberei nicht angehe.[5]
- Margarete Möller habe 1604 vom Kirchhof zu Lindhorst (nahe Stadthagen) ein totes Kind aufgegraben und dieses mit ihrer Mutter „in einem Topfe bei dem Feuer gebraten und zu Pulver gemacht“. Mit demselben und anderem Pulver, „so ihnen der Teufel gebracht“, habe sie „die Leute vergeben (vergiftet), auch mehreren Leuten Kühe und Pferde sterben lassen“.[6]

Beispiele aus Hexenprozessakten aus den Notzeiten des Dreißigjährigen Krieges (1618–1648) verdeutlichen obige Vorwürfe von Schadenzauber in Notzeiten:
- Im Prozess gegen Kündtgen Meurer aus Siegburg im Jahr 1636 behaupteten Christian Lindlar und Bürgermeister Wilhelm Kortenbach, von ihr eine Krankheit angehext bekommen zu haben.[7]

- Trine, die Schefersche von Böinkhausen aus Menden/Westfalen, sagte 1631 im peinlichen Verhör aus: Sie habe die Zauberkunst gelernt, als sie kein Brot für ihre Kinder gehabt. Sie habe beraten, wie sie die Mast verderben wollten (durch Schnecken) und Gift in die Bäume legen.[8]

- Peter Biffermann in Menden gestand 1631 unter der Folter: vor drei Jahren habe er den Hagelschlag gemacht, den Wind geblasen und schwarze Farbe auf die Bäume geblasen, um die Mast (Futter für die Tiere) zu verderben.[9]

- Gertrud Semer aus Menden gestand 1631, sie habe Maste und Vieh geschädigt. Die Maste habe sie verderben helfen durch Raupen, die sie massenhaft auf die Bäume geblasen. Und sie habe Roggen verdorben.[10]

- Hans Gunterman von Nidersorpe (heute Ortsteil der Stadt Schmallenberg in Westfalen) bekannte 1630: „Hätte vergiftet vor 7 Jahren dem Belcken einen schwarzen Hund, dem Nachbarn Spikerman vorm Jahr ein Schwein, dem obersten Müller vor 2 Jahren eine schwarze Kuh. Vergangene Nacht (!) habe er in Werwolfsgestalt Trins Joste ein Füllen am Schelhorn umgebracht.“[11]